# 西端藩
西端藩（にしばたはん）は、三河国碧海郡西端村（現在の愛知県碧南市湖西町付近）を居所として、江戸時代幕末期から廃藩置県まで存在した藩。藩主家の本多家は、江戸時代初期より西端村の領主であり、三河国のほか各地に知行地を有する9000石の大身旗本であった。1864年、10代領主・本多忠寛が天狗党の乱鎮圧のために志願して出兵したことなどが認められ、高直しを受けて1万500石の大名となった。
本記事では本多家の旗本時代をあわせて扱い、廃藩後に置かれた西端県についても言及する。

## 歴史

### 前史
藩主家は戦国期に三河国宝飯郡伊奈城の城主だった本多彦八郎家（伊奈本多家）の分家にあたる。伊奈城主として家康に仕えた本多忠次は、酒井忠次の二男で碓井姫（松平清康の娘。すなわち徳川家康の叔母）を母とする本多康俊を養子に迎えて跡を継がせた。西端の初代領主・本多忠相（修理、美作守）は、この康俊の二男である。
慶長20年/元和元年（1615年）の大坂夏の陣において、忠相は父の康俊（当時は三河西尾藩2万石の藩主）や兄の俊次とともに出陣し、功績を挙げた。忠相は幕府に小姓として出仕し、元和2年（1616年）11月23日、三河国碧海郡で1000石を与えられた。この時の所領が西端村（碧南市湖西町付近）と城ヶ入村（安城市城ケ入町）である。
なお、父の康俊は翌元和3年（1617年）に加増のうえ近江膳所藩に移されており、本多彦八郎家は（一時膳所を離れたことがあるものの）膳所藩主として幕末・廃藩置県まで続く。
忠相は幕臣として書院番頭・留守居に昇進、この間にたびたび加増を受け、最終的には三河国のほか上総国・下総国・安房国に知行地を有する8000石の大身旗本となった（寛永7年（1630年）には三河国碧海郡内で1500石を加増された）。2代・忠将の時代の天和2年（1682年）、上野国・下野国で1000石を加増されて合計9000石を領した。
3代・本多忠能は、元禄10年（1697年）に定火消に任じられ、宝永元年（1704年）の減員にともない定火消を免職された（最終的には大番頭まで務めている）。本多家は忠能のあと、4代・忠敞（のち書院番頭）、5代・忠栄（のち大番頭・伏見奉行）、7代・忠盈（『寛政譜』編纂時、定火消在職中）も定火消に就任している。
本多家は旗本として江戸に居住していた。西端について、貢租の収納に際しては代官が江戸から派遣され、庄屋宅（陣屋の建設後は陣屋）に滞在して業務を行っていたという。天明3年（1783年）、6代・忠直の時に西端に陣屋を置いた。

### 立藩

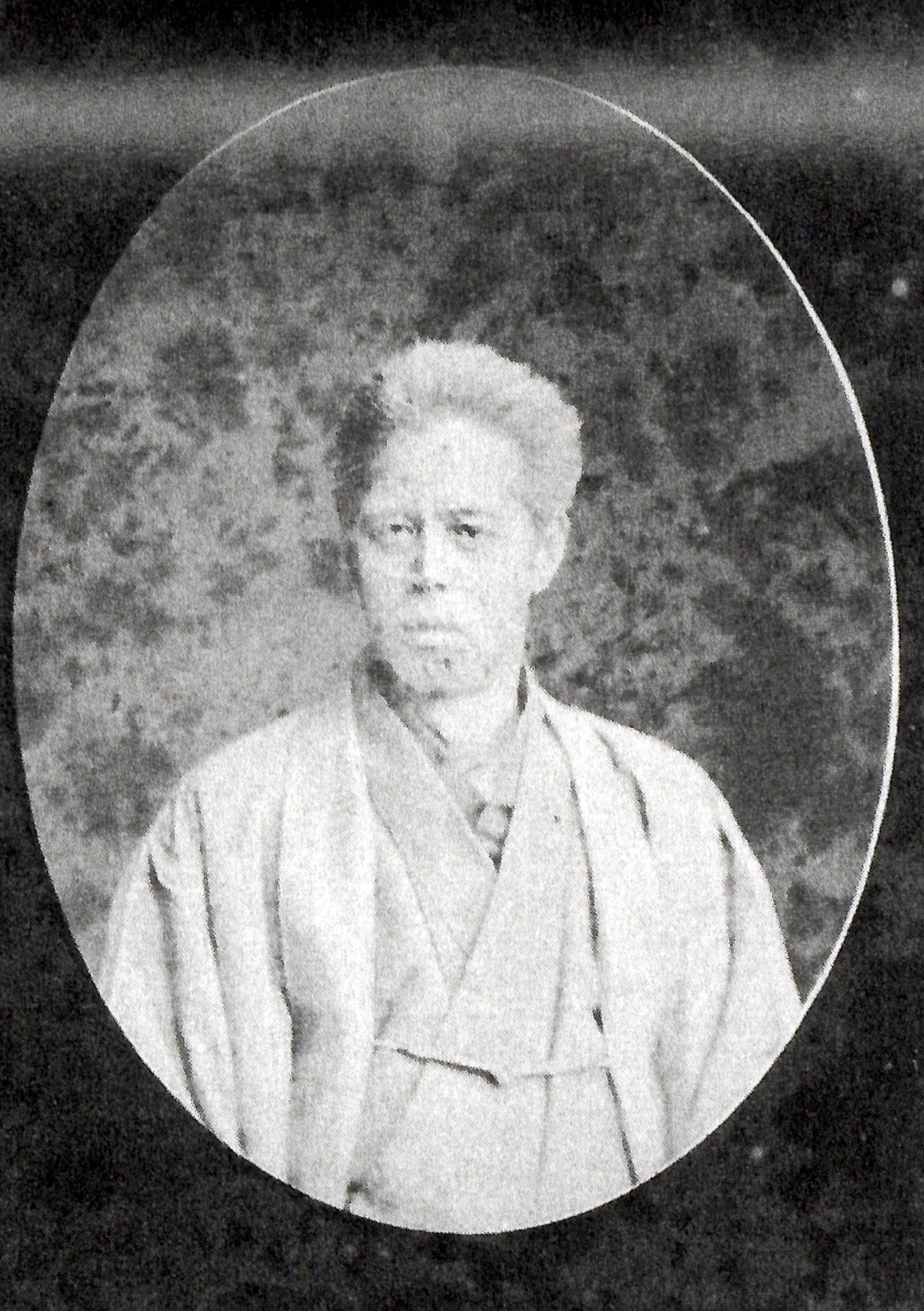
明治期の本多忠寛の肖像写真（明治十二年 明治天皇御下命『人物写真帖』）。忠寛は隠居ののち1881年（明治14年）死去。

第10代領主本多忠寛は、嘉永6年（1853年）のペリー来航に際して品川台場に出兵、元治元年（1864年）には水戸天狗党の乱鎮圧に志願し出兵した。これらの論功行賞として、元治元年（1864年）12月23日に江戸警備の功労を理由とし、伊豆国で950石が加増され、1万500石の大名となった。これにより西端藩が立藩したとみなされる。西端藩は定府であり、藩主は旗本時代同様に江戸に定住していた。
表高1万500石に対し、実高は1万4000石あまりあったというが、旗本時代から財政は窮乏しており、嘉永6年（1853年）時点で総額1万1971両の借財を抱えていた。忠寛は藩財政の立て直しを図り、藩札の発行などを行っている。
慶応2年（1866年）5月20日、忠寛は病気を理由に隠居し、嫡男の忠鵬が10歳で家督を相続した。

### 明治維新期

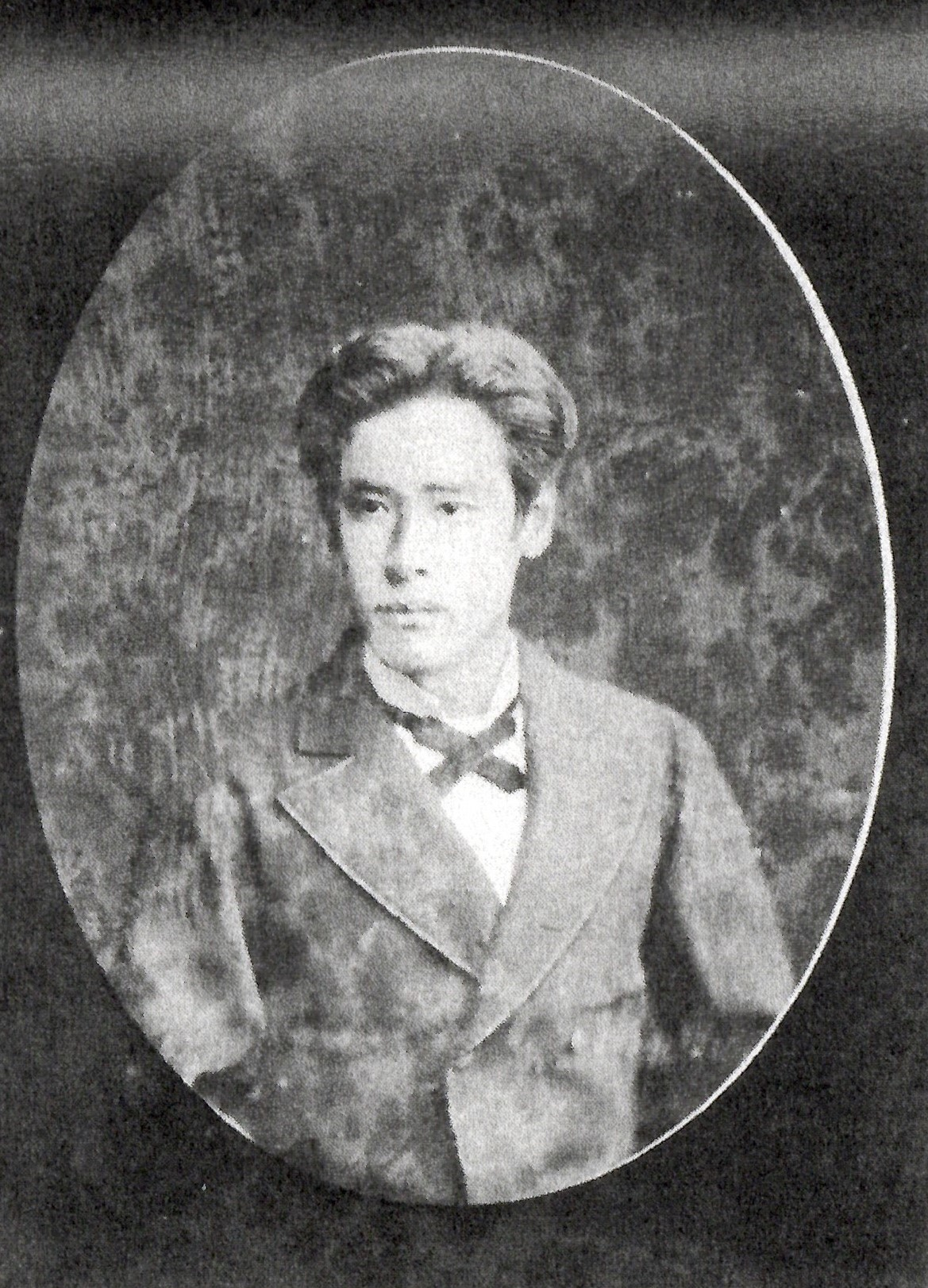
明治期の本多忠鵬の肖像写真（明治十二年 明治天皇御下命『人物写真帖』）

慶応4年/明治元年（1868年）2月、忠鵬は新政府に勤王証書を提出して恭順した。4月30日、忠鵬以下、藩士とその家族118名は、江戸より西端に出立した。イギリスの蒸気船に便乗して大浜港に上陸し、西端に入ったという。この移動については、鎮撫総督から三河への引っ越しを命じられたためとも、藩が江戸の形勢が危ういと判断したともいう。宮内省に提出された『華族系譜』によれば、代替わりした忠鵬に対して速やかに上洛して天機を奉伺するよう指示されたが、病のために江戸から動けず、この年4月にようやく病が癒えたために西端に赴き、次いで上洛の途についた。石部宿まで来たとき、会津攻めに向かう「尾張大納言」（徳川慶勝）と行き合い、慶勝の指揮下に入って西端で待機するよう指示された、このため西端に戻り兵備を整えた、とある。
西端が本多家の知行地になって以来、領主が西端に居住するのは初めてであった。一行は西端陣屋や応仁寺、庄屋宅等に分宿した。『旧高旧領取調帳』によれば、本領にあたる三河国碧海郡の藩領は西端村・城ケ入村・桜井村（一部）・東境村（一部）・竹村（一部）の5か村4000石余であった。忠鵬は5か村の庄屋に命じ、農兵を募集した。また、藩士を西尾藩に通わせ、西洋式調練や鉄砲の操法を学ばせるとともに、西端に練兵場を設けて、農兵に洋式訓練を行った。同年9月、忠鵬は上洛して天皇に伺候し、勤王を誓約した。
明治2年（1869年）2月、忠鵬は藩政機構を改革し、議政局・会計局・軍務局・学校局などを置いた。6月23日に版籍奉還を行い、忠鵬は藩知事となった。忠鵬は居宅となった陣屋の南隣の土地を買い上げ、6月に藩庁の建設に着手した。藩庁（のち県庁）は翌年5月に完成した。

### 西端県
明治4年（1871年）7月14日、廃藩置県で西端藩は廃藩となり、西端県が置かれた。同年末の府県統合により、西端県は廃止されて額田県に組み込まれた（その後、額田県は愛知県に編入された）。

### 後史
県知事を罷免されて東京府貫属となった忠鵬は、東京・小石川の元の屋敷に移住した。忠鵬は1884年（明治17年）の華族令で子爵を授爵している。しかし経済的には恵まれず、1895年（明治28年）には病気療養のため西端村に移住した。1896年（明治29年）に39歳で没し、西端の康順寺に葬られた。

## 歴代領主・藩主

### 旗本
本多家
1000石 → 8000石 → 9000石。旗本寄合席。
1. 本多忠相（ただすけ）〈従五位下・美作守〉
2. 本多忠将（ただまさ）〈従五位下・対馬守→備前守〉
3. 本多忠能（ただよし）〈従五位下・因幡守〉
4. 本多忠敞（ただたか）〈従五位下・播磨守〉
5. 本多忠栄（ただなが）〈従五位下・対馬守〉
6. 本多忠直（ただなお）
7. 本多忠盈（ただみつ）
8. 本多忠和（ただかず）
9. 本多忠興（ただおき）〈従五位下・対馬守〉
10. 本多忠寛（ただひろ） → 1500石の高直しで都合1万500石となり諸侯に列す

### 藩主
1万500石。譜代。
1. 本多忠寛（ただひろ）〈従五位下・美作守〉
2. 本多忠鵬（ただゆき）〈従五位下・対馬守〉

## 領地

### 領地の分布と変遷
『寛政譜』の忠相・忠将の記載にある領地給付の記述に従えば、三河国碧海郡で2500石、下総国香取郡で500石、上総国武射郡と下総国匝瑳郡で合計2000石、安房国安房郡と上総国周淮郡で合計3000石、上野国新田郡と下野国安蘇郡で合計1000石となる。
領地は文化8年（1811年）以後しばしば異動があり、明治2年（1869年）時点でに7か国41か村に及んだという。

#### 幕末の領地
- 三河国
  - 碧海郡のうち - 5村

桜井村(142石5斗5升4合9勺9才3撮)・東境村(496石4斗0升2合0勺0才8撮)・城ヶ入村(435石8斗2升1合9勺9才1撮)・西端村(1438石8斗1升0合0勺5才9撮)・竹村(1508石8斗2升4合9勺5才1撮)	
- 上野国
  - 新田郡のうち - 6村

阿久津村(189石6斗7升1合0勺0才5撮)・堀口村(112石0斗1升3合0勺0才0撮)・牛沢村(33石0斗4升4合9勺9才8撮)・高林村(185石3斗6升9合9勺9才5撮)・押切村(446石4斗4升6合0勺1才4・富沢村(425石9斗3升4合9勺9才8撮)		
- - 邑楽郡のうち - 1村

古海村(125石4斗7升7合9勺9才7撮)
- 下野国
  - 安蘇郡のうち - 1村

梅園村(386石2斗0升0合0勺1才2撮)
- 上総国
  - 周淮郡のうち - 4村（安房上総知県事の柴山文平を経て長島藩に編入）

練木(147石7斗7升9合9勺9才9撮)・尾車(441石2斗2升4合4勺2才6撮)・泉(834石4斗3升7合9勺8才8撮)・法木作(105石8斗1升7合0勺0才1撮)		
- - 武射郡のうち - 3村（うち1村が柴山藩に、2村が安房上総知県事の柴山文平を経て柴山藩に編入）

野中(141石9斗8升5合9勺9才2撮)・新堀(48石5斗4升5合4勺4才8撮)・上横地(980石2斗1升6合0勺0才3撮)		
- 下総国
  - 香取郡のうち - 2村

津富浦(383石9斗7升5合0勺0才6撮)・前林(158石3斗4升5合0勺0才1撮)	
- - 匝瑳郡のうち - 3村

堀川小屋(1432石9斗6升3合0勺1才3撮)・下富谷(136石3斗3升5合9勺9才9撮)・高(1154石9斗8升7合0勺6才1撮)		
- 武蔵国
  - 多摩郡のうち - 6村　明治維新後に、多摩郡3村（旧公儀御料）が加わった。

下大久野村(121石6斗8升4合1勺8才9撮)・上大久野村(136石9斗9升4合1勺7才1撮)・北大久野村(254石4斗9升1合0勺8才9撮)・入野村(109石3斗6升5合9勺9才7撮)・深沢村(45石0斗6升3合9勺9才9撮)・戸倉村(242石3斗7升8合0勺0才6撮)		
- 伊豆国
  - 田方郡のうち - 4村（韮山県に編入）

田沢村(186石4斗1升0合0勺0才4撮)・佐野村(233石5斗2升9合9勺9才9撮)・田代村(217石3斗1升1合9勺9才6撮)・矢熊村(154石2斗9升1合0勺0才0撮)		
- - 賀茂郡のうち - 2村（同上）

和田村(139石2斗7升3合6勺0才5撮)・十足村(71石1斗5升3合9勺9才9撮)

### 西端（三河国）
中世、西端は「北浦」と呼ばれた入海のほとりに位置し、西端湊があった。蓮如は西端を三河での布教の拠点としており、蓮如ゆかりの寺として応仁寺・栄願寺がある。
慶長10年（1605年）、徳川家康は米津清右衛門を奉行とし、矢作川の改修を命じた。碧海台地が開削されて矢作川の本流が入海に流入することとなった（この流路を「矢作新川」と呼ぶ）。西端村は中世には幡豆郡に属していたが、河流が変わった際に碧海郡に編入された。矢作川が北浦に入海して土砂が堆積したため、正保元年（1644年）に米津と鷲塚との間に築いて矢作川と入海を遮断した。こうして湖沼化した入海の残部が油ヶ淵である。
西端藩の陣屋は現在の湖西町1丁目の南西部に所在し、その近傍に藩庁（県庁）が建設されたというが、現況では一般民家の立ち並ぶ住宅地となっている。

### 上野国
上野国には新田郡・邑楽郡内に約1500石の知行地があり、高林代官所（現在の群馬県太田市高林南町）が置かれた。

### 下総国
『房総における近世陣屋』によれば慶応4年/明治元年（1868年）、下総国匝瑳郡堀川村（現在の千葉県匝瑳市堀川）に堀川陣屋が置かれた。
なお、徳川家康の関東入国時に本多康俊は下総国匝瑳郡小篠（匝瑳市東小笹）に陣屋を置き、5000石を知行した。西端初代領主・本多忠相も康俊の知行地であった匝瑳郡小篠で生まれたと考えられる。慶長6年（1601年）に康俊が三河国西尾藩主となった際に小篠は本多家の知行地ではなくなり、小篠陣屋も破却されたが（幕末・明治初期の『旧高旧領取調帳』でも東小笹村は西端藩領ではなく、旗本高力氏領である）、東小笹村の名主を務めた江波戸氏（江波土氏）は本多家の縁類と伝承され、本多家が当地に勧請した神社を寛文年間に改修するなど、小篠との関係は残ったとされる。

## 江戸における西端本多家（西端藩）

### 本多修理屋敷（藩邸）
東京都新宿区神楽坂の「本多横丁」は、その東側に西端本多家の屋敷があったことに由来する。西端本多家は初代・忠相以来多くの当主が「修理」を通称としており、『御府内往還其外沿革図書』には「本多修理屋敷脇横丁」の名が見られる。
本多家が神楽坂に屋敷を構えたのは、延宝年間（1673年 - 1681年）から享保7年（1722年）までの間である。これについて、忠能が定火消に就任し、江戸城西北方面を担当したこととの関係を指摘する説がある。
本多家の屋敷跡には1882年（明治15年）頃の一時期牛込区役所が置かれたが、その後分譲されて家屋が密集することとなった。

### 菩提寺
初代・忠相以来、西久保の天徳寺が代々の葬地とされた。
なお、伏見奉行在職中に死去した本多忠栄は京都の知恩寺に葬られている。上述の通り、最後の藩主である忠鵬の墓は西端にある。

## 備考
- ボストン美術館が所蔵する『平治物語絵巻 三条殿夜討巻』は、西端藩本多家の旧蔵品であった[26]。